# 12671 Thörnqvist
12671 Thörnqvist è un asteroide della fascia principale. Scoperto nel 1980, presenta un'orbita caratterizzata da un semiasse maggiore pari a 2,2913718 au e da un'eccentricità di 0,1140262, inclinata di 6,83380° rispetto all'eclittica.
L'asteroide è dedicato al cantante svedese Owe Thörnqvist.